# مرغ حق راجه
مرغ حق راجه (نام علمی: Otus brookii) نام یک گونه از سرده مرغ حق است.